# 148-й меридіан західної довготи
148-й меридіан західної довготи — лінія довготи, що лежить на 148 градусів західніше Гринвіцького меридіана. Вона проходить від Північного полюса через Північний Льодовитий океан, Північну Америку, Тихий океан, Південний океан та Антарктиду до Південного полюса.
148-й меридіан західної довготи формує велике коло разом із 32-гим меридіаном східної довготи.

## Список географічних об'єктів, що перетинає 148° зх. д.
Починаючи на Північному полюсі та рухаючись до Південного полюса, 148-й меридіан західної довготи проходить через:
| Координати                                                   | Країна, територія або море | Примітки |
| ------------------------------------------------------------ | -------------------------- | --- |
| 90°0′ пн. ш. 148°0′ зх. д. / 90.000° пн. ш. 148.000° зх. д.  | Північний Льодовитий океан | |
| 72°38′ пн. ш. 148°0′ зх. д. / 72.633° пн. ш. 148.000° зх. д. | Море Бофорта               | Проходить західніше острова Кросс, Аляска, США |
| 70°19′ пн. ш. 148°0′ зх. д. / 70.317° пн. ш. 148.000° зх. д. | США                        | Аляска — проходить через материк, острови Естер[en] і Перрі[en], материк та острови Ченега[en], Еванс[en] і Латуш[en] |
| 59°57′ пн. ш. 148°0′ зх. д. / 59.950° пн. ш. 148.000° зх. д. | Тихий океан                | Проходить західніше острова Монтегю, Аляска, США Проходить східніше атола Тікехау[en], Французька Полінезія Проходить західніше атола Рангіроа, Французька Полінезія Проходить східніше атола Мехетіа[en], Французька Полінезія |
| 60°0′ пд. ш. 148°0′ зх. д. / 60.000° пд. ш. 148.000° зх. д.  | Південний океан            | |
| 75°57′ пд. ш. 148°0′ зх. д. / 75.950° пд. ш. 148.000° зх. д. | Антарктида                 | Проходить через Землю Мері Берд, на яку жодна країна не претендує |